# Grand Prix Jef Scherens 1993
La 27e édition du Grand Prix Jef Scherens a eu lieu le 5 septembre 1993. Elle a été remportée par le Néerlandais Frans Maassen.

## Classement final
Frans Maassen remporte la course en parcourant les 174 km en 4 h 13 min 0 s à la vitesse moyenne de 41,264 km/h ; 148 coureurs ont pris le départ.
| Classement final | Classement final   | Classement final | Classement final                      | Classement final  |
|                  | Coureur            | Pays             | Équipe                                | Temps             |
| ---------------- | ------------------ | ---------------- | ------------------------------------- | ----------------- |
| 1er              | Frans Maassen      | Pays-Bas         | Wordperfect-Colnago-Decca             | en 4 h 13 min 0 s |
| 2e               | Herman Frison      | Belgique         | Lotto-Caloi-Mavic                     |                   |
| 3e               | Wilfried Peeters   | Belgique         | GB-MG Maglificio-Bianchi              |                   |
| 4e               | Raymond Meijs      | Pays-Bas         | La William-Duvel                      |                   |
| 5e               | Frank Corvers      | Belgique         | Collstrop-Assur Carpets-Moquette City |                   |
| 6e               | Pierre Herinne     | Belgique         | Lotto-Caloi-Mavic                     |                   |
| 7e               | Marc Patry         | Belgique         |                                       |                   |
| 8e               | Stéphane Hennebert | Belgique         | Lotto-Caloi-Mavic                     |                   |
| 9e               | Christian Henn     | Allemagne        | Telekom-Merckx                        |                   |
| 10e              | Rob Mulders        | Pays-Bas         | Wordperfect-Colnago-Decca             |                   |
| modifier         |                    |                  |                                       |                   |